# Smilodon populator

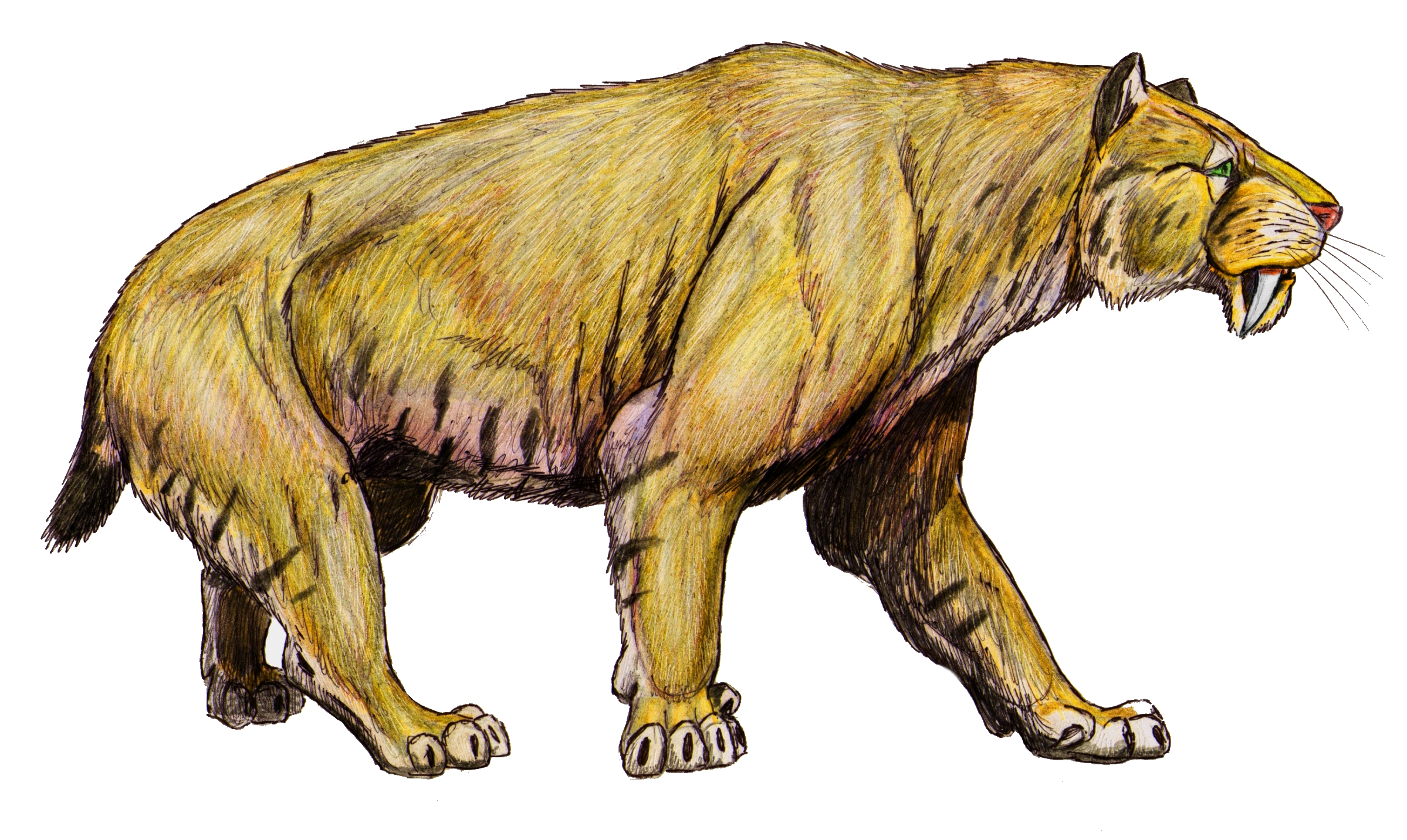
Recreación en vida.

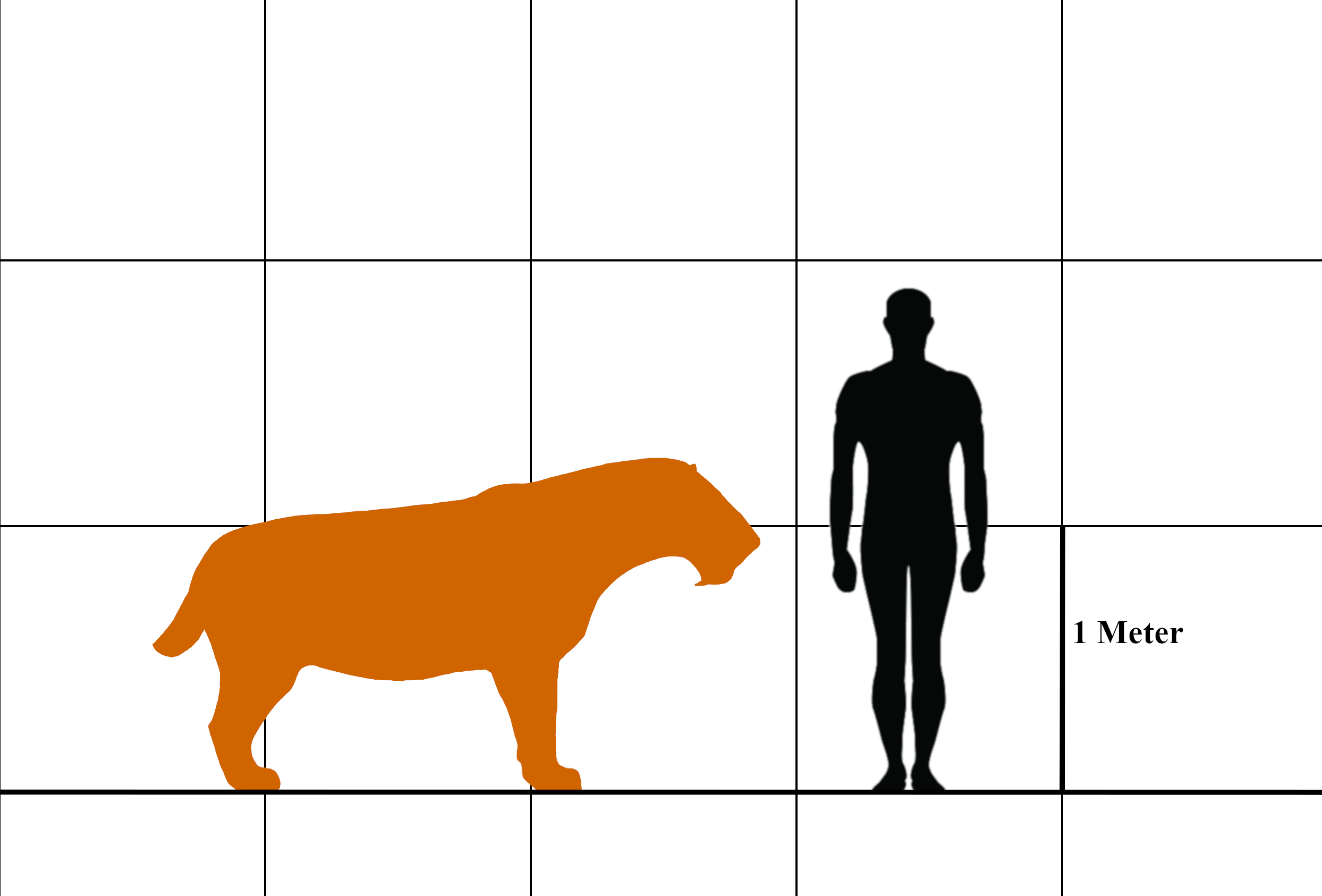
S. populator comparado a un humano de estatura promedio.

Smilodon populator es una especie extinta de félido dientes de sable, perteneciente a la también extinta subfamilia de los macairodontinos (Machairodontinae) que vivió durante el Pleistoceno. Constituye la especie tipo del género Smilodon, siendo descubiertos sus primeros fósiles en la región de Lagoa Santa en Brasil por el naturalista danés Peter Wilhelm Lund en 1842. Apareció por primera vez en América del Sur alrededor de un millón de años atrás y se extinguió hace unos 10 000 años.

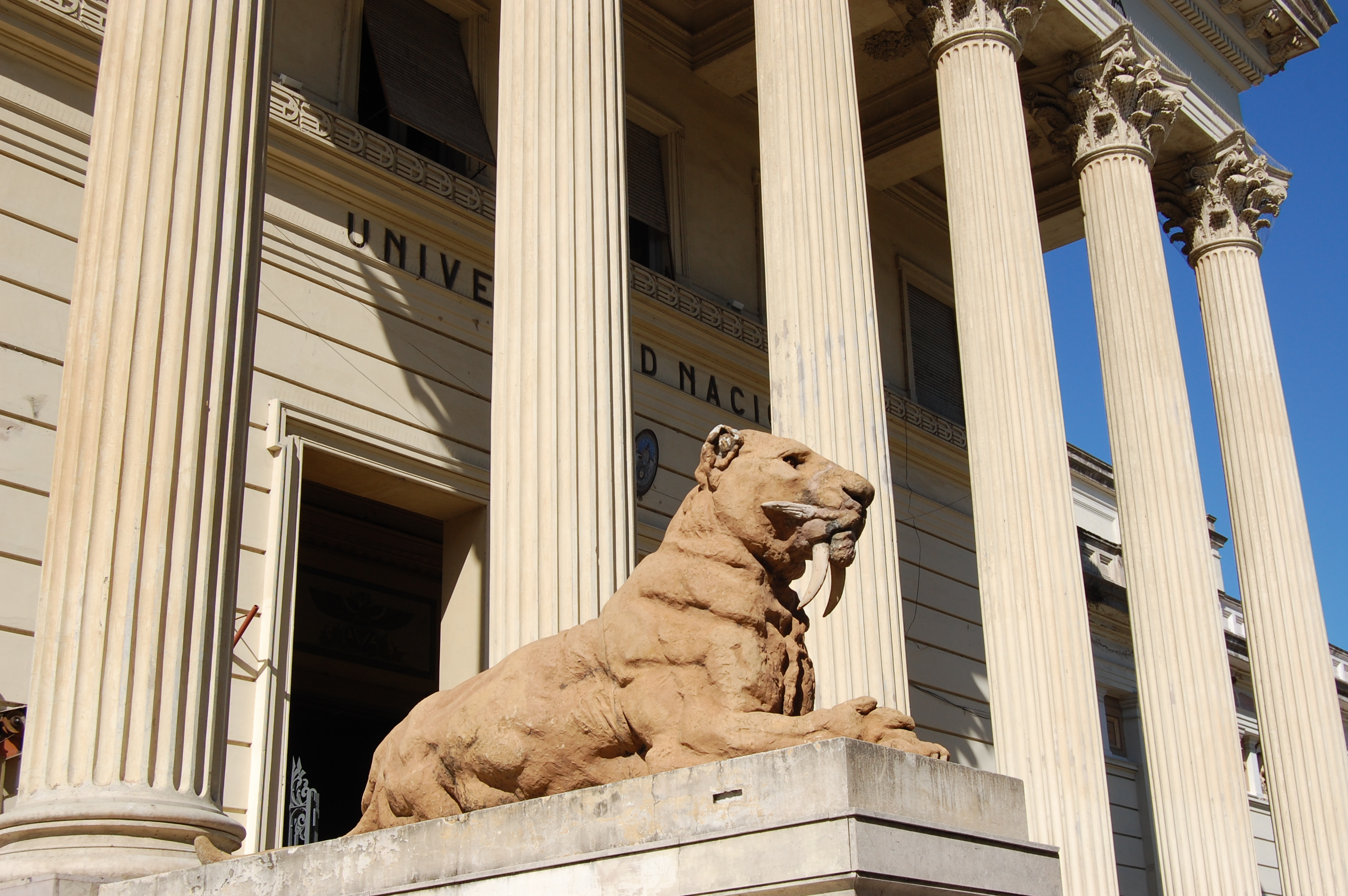
Reconstrucción expuesta en el Museo de La Plata.

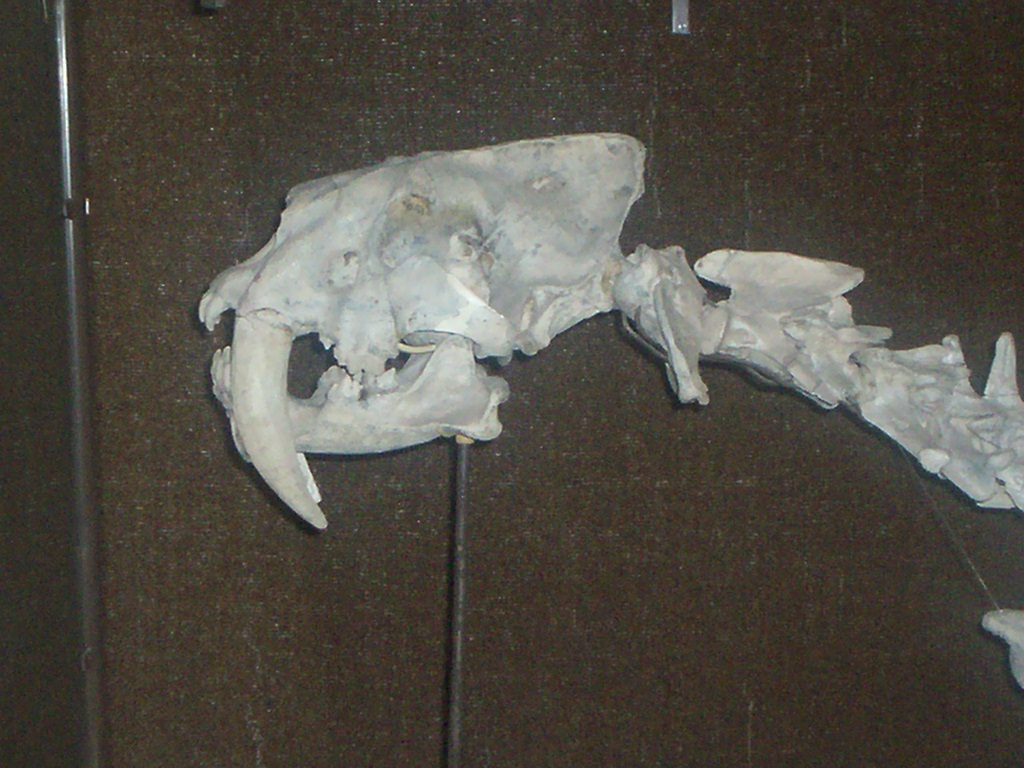
Detalle del cráneo.

Era mayor que su "primo" norteamericano Smilodon fatalis y poseía un pecho y patas delanteras muy desarrollados. Este gran gato medía 1,15 m de altura sobre los hombros, y un peso de hasta 360 kg, llegando hasta los 400 kg, convirtiéndolo en uno de los mayores félidos que hayan existido.
Es probable que Smilodon populator cazara en grupos. Debido al gran desarrollo de los músculos de sus patas y su cuerpo robusto, no podía correr a altas velocidades para atrapar sus presas, pero podría viajar con otros dientes de sable con el fin de emboscar herbívoros pequeños o medianos. Inmovilizaban la víctima escogida con los potentes músculos de sus patas y a continuación le cortaban la garganta con sus largos dientes de sable de hasta 18 cm de longitud. Estos dientes tan largos eran relativamente frágiles, por lo que no podían usarse hasta que la presa estuviese totalmente quieta o correrían el riesgo de romperse con el forcejeo, algo que se encargaban de evitar las fuertes patas delanteras. Se han encontrado fósiles de varios individuos diferentes, muy cerca unos de otros y de restos de animales pastadores, lo que constituye un claro indicio de conducta social en esta especie.
Además de Brasil, también se han descubierto restos fósiles de estos grandes felinos en países como Venezuela, Bolivia, Uruguay, Chile y Argentina.

## Paleoecología
Smilodon populator coexistió con diferentes herbívoros como Toxodon platensis, Megatherium americanum Macrauchenia patachonica, Doedicurus clavicaudatus, Glossotherium robustum y Odocoileus virginianus.[cita requerida]
Probablemente tuvo que competir por los recursos con otros depredadores, como  Arctotherium bonariense, Arctotherium angustidens, Aenocyon dirus, Puma concolor y algunas especies indeterminadas de aves del terror.[cita requerida]

## En la cultura popular
Este félido aparece en la serie documental de 2001 de la BBC Walking with Beasts, siendo el protagonista un Smilodon macho llamado Medio diente que pelea por recuperar a su manada.
También tiene su participación en la serie documental de ficción de ITV Prehistoric Park donde son identificados erróneamente como Machairodus.